# Tournoi des Six Nations 2012
Cet article traite de l'épreuve masculine. Pour la compétition féminine, voir Tournoi des Six Nations féminin 2012.
Pour un article plus général, voir Tournoi des Six Nations.
Navigation
Tournoi 2011 Tournoi 2013
Le Tournoi des Six Nations 2012 se déroule du 4 février au 17 mars 2012. La compétition se déroule comme chaque année avec cinq journées disputées en février et mars. Les journées s'étendent sur sept semaines, avec des pauses avant et après la troisième journée. Chacune des six nations participantes affronte toutes les autres. Les trois équipes qui ont en 2012 l'avantage de jouer un match de plus à domicile que les autres sont la France, le pays de Galles et l'Irlande.
Le programme 2012 est dévoilé dès le 26 janvier 2011 à Londres. Pour la première fois depuis l'édition 2008 du Tournoi des Six Nations, il n'y aura pas de match en nocturne un vendredi. Le vainqueur de cette édition, le pays de Galles, remporte son troisième Grand Chelem en huit ans.

## Villes et stades
Pour l'édition 2012 du Tournoi des Six Nations, l'équipe d'Italie disputera ses matchs à domicile au stade olympique de Rome, le stade Flaminio accueillant habituellement les rencontres à domicile du XV italien subit des rénovations pour répondre aux attentes des spécificités du Tournoi.
| Londres (Angleterre)                  | Saint-Denis (France)              | Édimbourg (Écosse)                    |
| ------------------------------------- | --------------------------------- | ------------------------------------- |
| Stade de Twickenham Capacité : 82 000 | Stade de France Capacité : 81 338 | Murrayfield Stadium Capacité : 67 130 |
| Le Stade de Twickenham à Londres.     | La stade France à Saint-Denis.    | Le stade Murrayfield à Édimbourg.     |
| Rome (Italie)                         | Dublin (Irlande)                  | Cardiff (Pays de Galles)              |
| Stade olympique Capacité : 72 698     | Aviva Stadium Capacité : 51 700   | Millennium Stadium Capacité : 74 500  |
| Le Stade Olympique de Rome.           | Aviva Stadium à Dublin.           | Le Millenium Stadium à Cardiff.       |

## Acteurs du Tournoi des Six Nations

Participants au Tournoi des Six Nations

### Joueurs
Cette liste énumère les effectifs des équipes participantes au Tournoi des Six Nations 2012. Chaque pays peut désigner 39 joueurs pour disputer la compétition. Durant la compétition, les entraîneurs ont la possibilité de faire des changements et sélectionner de nouveaux joueurs pour des raisons tactiques ou à la suite de blessures.

#### Angleterre
Le nouvel entraîneur Stuart Lancaster est nommé sélectionneur par intérim pour la période du Tournoi des Six Nations 2012. Il rend publique une liste de 32 joueurs, le 11 janvier 2012, avec notamment neuf nouveaux joueurs dans le groupe du XV de la Rose. La sélection anglaise est privée de quatre joueurs ayant disputé la Coupe du monde. L'ouvreur Toby Flood se blesse à un genou lors d'un match de championnat anglais et manque les deux premiers matchs du Tournoi. Le centre Manu Tuilagi se blesse au visage en championnat et rate le début de la compétition. Le deuxième ligne Louis Deacon souffre d'une déchirure à la cuisse. Enfin, Jonny Wilkinson met un terme à sa carrière internationale. Contrairement aux trois dernières années où le regroupement se déroulait au Portugal, le stage de préparation des Anglais a lieu à Leeds du 23 janvier au 27 janvier 2012. Le 23 janvier, le troisième ligne de Gloucester Luke Narraway est appelé en renfort pour pallier le forfait de Tom Wood pour les deux premières rencontres du Tournoi des Six Nations. Durant le stage Luke Narraway se blesse au mollet et laisse sa place à Thomas Waldrom. L'arrière Matt Banahan remplace Henry Trinder blessé à une cheville.
| Entraîneur | Entraîneur             | Stuart Lancaster                                                                      |
| Avants     | Pilier                 | Dan Cole, Alex Corbisiero, Joe Marler, Matt Stevens, David Wilson                     |
| Avants     | Talonneur              | Dylan Hartley, Lee Mears, Rob Webber                                                  |
| Avants     | Deuxième ligne         | Mouritz Botha, Louis Deacon, Courtney Lawes, Tom Palmer                               |
| Avants     | Troisième ligne aile   | Tom Croft, Tom Wood, Calum Clark, Luke Narraway, Chris Robshaw (cap.), Thomas Waldrom |
| Avants     | Troisième ligne centre | Phil Dowson, Ben Morgan,                                                              |
| Arrières   | Demi de mêlée          | Lee Dickson, Joe Simpson, Ben Youngs                                                  |
| Arrières   | Demi d'ouverture       | Owen Farrell, Toby Flood, Charlie Hodgson                                             |
| Arrières   | Centre                 | Brad Barritt, Manu Tuilagi, Jordan Turner-Hall                                        |
| Arrières   | Ailier                 | Chris Ashton, Charlie Sharples, David Strettle                                        |
| Arrières   | Arrière                | Matt Banahan, Mike Brown, Ben Foden                                                   |

#### Écosse
Andy Robinson dévoile sa liste de trente joueurs retenus pour le Tournoi le 5 janvier 2012 qui participent au stage d’entraînement à St Andrews du 23 au 29 janvier. Chris Paterson et Nathan Hines, joueurs majeurs du XV du Chardon les années précédentes, ont pris leur retraite internationale. Six nouveaux joueurs font leur apparition : l'ailier Lee Jones, l'arrière Stuart Hogg, le demi d'ouverture Duncan Weir, le troisième ligne Rob Harley, le deuxième ligne Fraser McKenzie et le centre Steven Shingler. Le pilier de Glasgow, Moray Low, se blesse à un ligament du genou en Celtic League début janvier et est remplacé par Ed Kalman. Sélectionné pour la première fois par l’Écosse, l'arrière Steven Shingler apprend de l'IRB, le 12 janvier 2012, qu'il ne peut évoluer qu'avec la sélection nationale du pays de Galles, son pays natal avec lequel il a déjà évolué avec l'équipe des moins de 20 ans,. Le 19 janvier, l’ouvreur d'Édimbourg Phil Godman est appelé au stage de préparation du Tournoi en raison de la blessure de Ruaridh Jackson. Le 20 janvier, le deuxième ligne de Glasgow Tom Ryder est appelé en renfort dans le groupe écossais pour pallier la blessure au bras de Fraser McKenzie. Enfin, après le premier match perdu contre l'Angleterre, l'ouvreur Dan Parks décide de prendre sa retraite internationale.
| Entraîneur | Entraîneur             | Andy Robinson                                                            |
| Avants     | Pilier                 | Geoff Cross, Alasdair Dickinson, Allan Jacobsen, Ed Kalman, Euan Murray  |
| Avants     | Talonneur              | Ross Ford (cap.), Dougie Hall, Scott Lawson                              |
| Avants     | Deuxième ligne         | Richie Gray, Jim Hamilton, Alastair Kellock, Fraser McKenzie, Tom Ryder  |
| Avants     | Troisième ligne aile   | John Barclay, Kelly Brown, Ross Rennie, Alasdair Strokosch, David Denton |
| Avants     | Troisième ligne centre | Richie Vernon, Rob Harley                                                |
| Arrières   | Demi de mêlée          | Mike Blair, Chris Cusiter, Rory Lawson, Greig Laidlaw                    |
| Arrières   | Demi d'ouverture       | Phil Godman, Ruaridh Jackson, Dan Parks, Duncan Weir                     |
| Arrières   | Centre                 | Joe Ansbro, Nick De Luca, Graeme Morrison, Steven Shingler               |
| Arrières   | Ailier                 | Simon Danielli, Max Evans, Sean Lamont, Lee Jones                        |
| Arrières   | Arrière                | Rory Lamont, Stuart Hogg                                                 |

#### France
Philippe Saint-André dévoile sa liste de trente joueurs retenus pour le Tournoi le 5 janvier 2012. Le joueur de Clermont, Wesley Fofana, et celui de Toulouse, Yoann Maestri, sont pour la première fois appelés dans le groupe du XV de France. Le groupe sélectionné sera réuni les 23, 24 et 25 janvier 2012 pour un stage où seront notamment définis les lignes directrices des systèmes défensifs et offensifs voulus par le sélectionneur. Les 23 joueurs retenus pour affronter l'Italie et l'Irlande seront annoncés le 25 janvier 2012. Initialement non retenu par Philippe Saint-André, Lionel Nallet est rappelé pour pallier la blessure du Toulousain Romain Millo-Chluski touché à l'épaule droite en championnat. Le 26 janvier, la liste des 23 joueurs retenus pour affronter l'Italie est dévoilée et le pilier du Stade Français David Attoub est appelé. Le 9 février, le demi de mêlée Dimitri Yachvili, victime d'un lumbago, déclare forfait pour la réception de l'Irlande. Il est remplacé par Julien Dupuy.
| Entraîneur | Entraîneur             | Philippe Saint-André                                                                         |
| Avants     | Pilier                 | David Attoub, Vincent Debaty, Nicolas Mas, Fabien Barcella, Luc Ducalcon, Jean-Baptiste Poux |
| Avants     | Talonneur              | William Servat, Dimitri Szarzewski                                                           |
| Avants     | Deuxième ligne         | Pascal Papé, Yoann Maestri, Lionel Nallet, Julien Pierre                                     |
| Avants     | Troisième ligne aile   | Julien Bonnaire, Yannick Nyanga, Thierry Dusautoir (cap.), Fulgence Ouedraogo,               |
| Avants     | Troisième ligne centre | Louis Picamoles, Imanol Harinordoquy                                                         |
| Arrières   | Demi de mêlée          | Julien Dupuy, Morgan Parra, Dimitri Yachvili                                                 |
| Arrières   | Demi d'ouverture       | François Trinh-Duc, Lionel Beauxis                                                           |
| Arrières   | Centre                 | Maxime Mermoz, Aurélien Rougerie, Yann David, Wesley Fofana                                  |
| Arrières   | Ailier                 | Maxime Médard, Julien Malzieu, Vincent Clerc                                                 |
| Arrières   | Arrière                | Alexis Palisson, Clément Poitrenaud                                                          |

#### Galles
Warren Gatland annonce sa liste de 35 joueurs pour le Tournoi le 18 janvier 2012. Le stage de préparation des Gallois se déroule en Pologne du 22 janvier au 29 janvier 2012 à Gdansk. L'équipe galloise reprend l'ossature de celle présente à la Coupe du monde tout en intégrant six joueurs non capés : le pilier Rhodri Jones, le deuxième ligne Lou Reed, le demi de mêlée Rhys Webb, le centre Ashley Beck, l'ailier Harry Robinson et l'arrière Liam Williams. Le 24 janvier, Aaron Shingler est appelé au stage de préparation afin de pallier la blessure de Dan Lydiate. Le 27 janvier, Stephen Jones est appelé dans le groupe afin de pallier la blessure de Rhys Priestland. Le deuxième ligne Bradley Davies, auteur d'un plaquage cathédrale sur l’Irlandais Donnacha Ryan lors du premier match des Gallois, est suspendu sept semaines.
| Entraîneur | Entraîneur             | Warren Gatland                                                                                  |
| Avants     | Pilier                 | Gethin Jenkins, Ryan Bevington, Adam Jones, Paul James, Craig Mitchell, Rhys Gill, Rhodri Jones |
| Avants     | Talonneur              | Huw Bennett, Matthew Rees, Ken Owens                                                            |
| Avants     | Deuxième ligne         | Ian Evans, Bradley Davies, Lou Reed, Luke Charteris, Alun Wyn Jones                             |
| Avants     | Troisième ligne aile   | Dan Lydiate, Aaron Shingler, Justin Tipuric, Sam Warburton (cap.)                               |
| Avants     | Troisième ligne centre | Ryan Jones, Toby Faletau, Andy Powell                                                           |
| Arrières   | Demi de mêlée          | Michael Phillips, Lloyd Williams, Rhys Webb                                                     |
| Arrières   | Demi d'ouverture       | James Hook, Stephen Jones, Rhys Priestland                                                      |
| Arrières   | Centre                 | Jamie Roberts, Jonathan Davies, Scott Williams, Gavin Henson, Ashley Beck                       |
| Arrières   | Ailier                 | Leigh Halfpenny, Alex Cuthbert , Harry Robinson, George North                                   |
| Arrières   | Arrière                | Lee Byrne, Liam Williams                                                                        |

#### Irlande
Declan Kidney annonce sa liste de 24 joueurs pour le Tournoi le 18 janvier 2012. L'entraîneur irlandais reconduit le groupe ayant participé à la Coupe du monde, à l'exception de Brian O'Driscoll, David Wallace, Jerry Flannery et Denis Leamy, blessés et qui manquent l'intégralité de la compétition. Le groupe est en stage à Limerick du 23 au 29 janvier 2012. Le 23 janvier, l’ailier de l’Ulster Craig Gilroy est appelé par Declan Kidney pour le Tournoi en remplacement de Simon Zebo appelé à jouer avec l'Irlande B, Jack McGrath remplace Paddy McAllister touché au genou. Le 30 janvier, le groupe Irlandais passe à 32 joueurs.
| Entraîneur | Entraîneur             | Declan Kidney                                                                             |
| Avants     | Pilier                 | Tom Court, Cian Healy, Jack McGrath, Mike Ross, Brett Wilkinson                           |
| Avants     | Talonneur              | Rory Best, Sean Cronin                                                                    |
| Avants     | Deuxième ligne         | Donncha O'Callaghan, Paul O'Connell (cap.), Leo Cullen, Dan Tuohy                         |
| Avants     | Troisième ligne aile   | Stephen Ferris, Shane Jennings, Donnacha Ryan, Sean O'Brien, Peter O'Mahony, Rhys Ruddock |
| Avants     | Troisième ligne centre | Jamie Heaslip                                                                             |
| Arrières   | Demi de mêlée          | Eoin Reddan, Conor Murray                                                                 |
| Arrières   | Demi d'ouverture       | Jonathan Sexton, Ronan O'Gara                                                             |
| Arrières   | Centre                 | Gordon D'Arcy, Fergus McFadden, Eoin O'Malley, Paddy Wallace                              |
| Arrières   | Ailier                 | Tommy Bowe, Craig Gilroy, David Kearney, Andrew Trimble, Keith Earls, Simon Zebo          |
| Arrières   | Arrière                | Rob Kearney, Chris Henry, Denis Hurley                                                    |

#### Italie
Jacques Brunel annonce sa liste des trente joueurs pour le Tournoi des Six Nations le 16 janvier 2012. Quatre joueurs sont appelés pour la première fois dans le XV d'Italie : le pilier Alberto De Marchi et l'ailier Giovanbattista Venditti de la franchise d'Aironi, le centre Luca Morisi du club de Parme Crociati et l'ailier Angelo Esposito du club de Tarvisio. Le 24 janvier, le pilier Michele Rizzo est appelé en renfort, en vue des premiers matchs du Tournoi des six Nations, afin de pallier l'éventuel forfait d'Alberto De Marchi. Le 31 janvier, le demi de mêlée Sud-Africain Tobias Botes est appelé pour pallier le forfait de Luciano Orquera en vue du match d'ouverture du Tournoi.
| Entraîneur | Entraîneur             | Jacques Brunel                                                                               |
| Avants     | Pilier                 | Martín Castrogiovanni, Lorenzo Cittadini, Andrea Lo Cicero, Alberto De Marchi, Michele Rizzo |
| Avants     | Talonneur              | Leonardo Ghiraldini, Tommaso D'Apice                                                         |
| Avants     | Deuxième ligne         | Marco Bortolami, Antonio Pavanello, Quintin Geldenhuys, Cornelius van Zyl                    |
| Avants     | Troisième ligne aile   | Robert Barbieri, Mauro Bergamasco, Paul Derbyshire, Alessandro Zanni                         |
| Avants     | Troisième ligne centre | Simone Favaro, Sergio Parisse (cap.)                                                         |
| Arrières   | Demi de mêlée          | Tobias Botes, Edoardo Gori, Fabio Semenzato                                                  |
| Arrières   | Demi d'ouverture       | Kris Burton, Luciano Orquera                                                                 |
| Arrières   | Centre                 | Gonzalo Canale, Roberto Quartaroli, Andrea Masi, Alberto Sgarbi, Luca Morisi                 |
| Arrières   | Ailier                 | Tommaso Benvenuti, Giulio Toniolatti, Angelo Esposito, Giovanbattista Venditti               |
| Arrières   | Arrière                | Luke McLean                                                                                  |

### Arbitres
La liste est révélée par Paddy O'Brien, patron des arbitres de l'IRB le 1er novembre 2011. Le Sud-Africain Craig Joubert est désigné pour arbitrer le match entre le pays de Galles et la France malgré les critiques issues du camp français lors de sa prestation lors de la finale de la Coupe du monde de rugby à XV 2011. Jérôme Garcès est désigné pour la première fois de sa carrière, pour un match du Tournoi, comme arbitre du centre lors de la rencontre opposant l'Italie à l'Angleterre. Ci-dessous, la liste des dix arbitres retenus pour le Tournoi des Six Nations. 
| FIRA-AER                                                                                                   | FORU                          | CAR             |
| --- | ----------------------------- | --------------- |
| - Wayne Barnes - George Clancy - Jérôme Garcès - Nigel Owens - Dave Pearson - Romain Poite - Alain Rolland | - Chris Pollock - Steve Walsh | - Craig Joubert |

## Les matchs
Plus de trois mois avant le match entre le pays de Galles et la France, le 17 mars 2012 à l'occasion de la 5e et dernière journée du Tournoi des Six Nations, les organisateurs de l'évènement affichent complet. La fédération galloise annonce que les 74 500 places du Millennium Stadium sont vendues. Cet engouement du public vient notamment du parcours des deux formations lors de la dernière Coupe du monde de rugby où le XV du Poireau s'est incliné 9 à 8 devant le XV de France en demi-finale.
Le match de la deuxième journée du Tournoi des Six Nations entre la France et l'Irlande est reporté au 4 mars,. La pelouse du Stade de France étant gelée par endroits, le comité du Tournoi des Six Nations en concertation avec les deux sélectionneurs et l’arbitre annulent la rencontre quelques minutes avant le coup d'envoi.
Les heures sont données dans les fuseaux utilisés par les pays à domicile : WET (UTC+0) dans les îles Britanniques et CET (UTC+1) en France et en Italie.
| Le 4 février à 15 h 30 (Trophée Garibaldi) | Stade de France (Saint-Denis)   | France  | 30 – 12 | Italie     |
| Le 4 février à 17 h 00 (Calcutta Cup)      | Murrayfield Stadium (Édimbourg) | Écosse  | 6 – 13  | Angleterre |
| Le 5 février à 15 h 00                     | Aviva Stadium (Dublin)          | Irlande | 21 – 23 | Galles     |

| Le 11 février à 17 h 00 | Stade olympique (Rome)        | Italie         | 15 – 19 | Angleterre |
| Le 4 mars à 16 h 00     | Stade de France (Saint-Denis) | France         | 17 – 17 | Irlande    |
| Le 12 février à 15 h 00 | Millennium Stadium (Cardiff)  | Pays de Galles | 27 – 13 | Écosse     |

| Le 25 février à 13 h 30 | Aviva Stadium (Dublin)          | Irlande    | 42 – 10 | Italie |
| Le 25 février à 16 h 00 | Stade de Twickenham (Londres)   | Angleterre | 12 – 19 | Galles |
| Le 26 février à 15 h 00 | Murrayfield Stadium (Édimbourg) | Écosse     | 17 – 23 | France |

| Le 10 mars à 15 h 30                    | Millennium Stadium, Cardiff  | Pays de Galles | 24 – 3  | Italie     |
| Le 10 mars à 18 h 00 (Centenary Quaich) | Aviva Stadium, Dublin        | Irlande        | 32 – 14 | Écosse     |
| Le 11 mars à 16 h 00 (Le Crunch)        | Stade de France, Saint-Denis | France         | 22 – 24 | Angleterre |

| Le 17 mars à 13 h 30                     | Stade olympique, Rome        | Italie         | 13 – 6 | Écosse  |
| Le 17 mars à 15 h 45                     | Millennium Stadium, Cardiff  | Pays de Galles | 16 – 9 | France  |
| Le 17 mars à 18 h 00 (Millennium Trophy) | Stade de Twickenham, Londres | Angleterre     | 30 – 9 | Irlande |

## Classement
| Rang | Nation         | J | V | N | D | Pm  | Pe  | Diff | Pts |
| ---- | -------------- | - | - | - | - | --- | --- | ---- | --- |
| 1    | Pays de Galles | 5 | 5 | 0 | 0 | 109 | 58  | +51  | 10  |
| 2    | Angleterre (T) | 5 | 4 | 0 | 1 | 98  | 71  | +27  | 8   |
| 3    | Irlande        | 5 | 2 | 1 | 2 | 121 | 94  | +27  | 5   |
| 4    | France         | 5 | 2 | 1 | 2 | 101 | 86  | +15  | 5   |
| 5    | Italie         | 5 | 1 | 0 | 4 | 53  | 121 | -68  | 2   |
| 6    | Écosse         | 5 | 0 | 0 | 5 | 56  | 108 | -52  | 0   |

|  | Vainqueur du Tournoi (no 1). |
|  | T : tenant du titre 2011     |

Attribution des points : Deux points sont attribués pour une victoire, un point pour un match nul, aucun point en cas de défaite.
Règles de classement : 1. points ; 2. différence de points de matchs ; 3. nombre d'essais marqués ; 4. titre partagé.

## Statistiques individuelles

### Meilleur joueur du Tournoi
Le Gallois Dan Lydiate est élu meilleur joueur du tournoi 2012.

### Meilleurs marqueurs
| Rang | Joueur                  | Équipe         | Essais |
| ---- | ----------------------- | -------------- | ------ |
| 1    | Tommy Bowe              | Irlande        | 5      |
| 2    | Wesley Fofana           | France         | 4      |
| 3    | Alex Cuthbert           | Pays de Galles | 3      |
| 4    | Rory Best               | Irlande        | 2      |
| -    | Jonathan Davies         | Pays de Galles | 2      |
| -    | Leigh Halfpenny         | Pays de Galles | 2      |
| -    | Charlie Hodgson         | Angleterre     | 2      |
| -    | Andrew Trimble          | Irlande        | 2      |
| -    | Giovanbattista Venditti | Italie         | 2      |

### Meilleurs réalisateurs
| Rang | Joueur           | Équipe         | Points | Essais | Transf. | Pén. | Drops |
| ---- | ---------------- | -------------- | ------ | ------ | ------- | ---- | ----- |
| 1    | Leigh Halfpenny  | Pays de Galles | 66     | 2      | 7       | 14   | 0     |
| 2    | Owen Farrell     | Angleterre     | 63     | 0      | 6       | 17   | 0     |
| 3    | Jonathan Sexton  | Irlande        | 56     | 0      | 10      | 12   | 0     |
| 4    | Greig Laidlaw    | Écosse         | 33     | 1      | 2       | 8    | 0     |
| 5    | Morgan Parra     | France         | 27     | 0      | 3       | 7    | 0     |
| 6    | Tommy Bowe       | Irlande        | 25     | 5      | 0       | 0    | 0     |
| 7    | Wesley Fofana    | France         | 20     | 4      | 0       | 0    | 0     |
| 8    | Kris Burton      | Italie         | 19     | 0      | 2       | 3    | 2     |
| 9    | Dimitri Yachvili | France         | 16     | 0      | 2       | 4    | 0     |
| 10   | Lionel Beauxis   | France         | 15     | 0      | 0       | 4    | 1     |

## Contexte d'avant Tournoi
L'édition 2012 débute quelque peu dans l'inconnu car les changements sont nombreux au sein des fédérations et des équipes techniques après la Coupe du monde 2011.
L'Angleterre aborde le Tournoi 2012 comme tenante du titre mais elle est déstabilisée par une Coupe du monde ratée. Stuart Lancaster remplace Martin Johnson au poste de sélectionneur le temps que la Fédération anglaise désigne un nouvel entraîneur. Ce dernier s'engage dans une phase de reconstruction avec un groupe rajeuni. Neuf nouveaux joueurs dans le groupe débutent dans le Tournoi avec pour ambition de conserver le trophée. L'Écosse, éliminée dès la phase de poules lors de la Coupe du monde 2011, conserve son entraîneur Andy Robinson. L'ambition du XV du Chardon est de hisser son niveau de jeu afin de mettre un terme à son duel de bas de tableau avec l'Italie pour l'attribution de la cuillère de bois. Il faut remonter au Tournoi 2006 pour trouver l’Écosse en dehors des deux dernières places au classement final. Le sélectionneur reconduit la majorité des joueurs ayant évolué au mondial, mais perd deux éléments majeurs partis à la retraite Nathan Hines et Chris Paterson. La France est dirigée par Philippe Saint-André au poste de sélectionneur, associé à Yannick Bru et Patrice Lagisquet. Le XV de France garde une structure stable s'appuyant sur une majorité de joueurs présents lors de la dernière Coupe du monde, n’appelant que deux joueurs non capés. En tant que vice-champion du monde, la France endosse le statut de favori pour succéder à l'Angleterre au palmarès du Tournoi. Le pays de Galles conserve le Néo-Zélandais Warren Gatland comme sélectionneur. Éliminé en demi-finale de la coupe du monde 2011, le XV du Poireau s'inscrit comme un prétendant au titre et s'appuie sur l'ossature des joueurs présents en Nouvelle-Zélande, Shane Williams en moins, et intègre six jeunes joueurs non capés. L'Irlande choisit la continuité en conservant Declan Kidney comme sélectionneur et en reconduisant le groupe ayant atteint les quarts de finale à la Coupe du monde, à l'exception de Brian O'Driscoll blessé. Le XV du trèfle retenu est expérimenté et n'intègre aucun nouveau joueur. Les Irlandais sont ambitieux mais doivent négocier deux déplacements en Angleterre et en France, autres favoris du Tournoi. Enfin, l'Italie choisit le sélectionneur français Jacques Brunel pour remplacer Nick Mallett. L'équipe perd plusieurs joueurs cadres mais joue la carte de la stabilité en s'appuyant sur le groupe de la dernière Coupe du monde, ne retenant que quatre joueurs non capés. L'ambition de l'Italie est d'être « en mesure de gagner le Tournoi des 6 Nations dans les deux-trois ans ». En attendant, pour l'édition 2012 elle essaiera de faire mieux que son meilleur classement en 2007 où elle avait terminé quatrième.

## Première journée

### France - Italie
(mt : 15 - 6 )
Homme du match :  Julien Malzieu
Points marqués :
- France : 4 essais de Rougerie (21e), Malzieu (35e), Clerc (54e) et de Fofana (72e) ; 2 transformations de Yachvili (22e, 55e) ; 2 pénalités de Yachvili (11e, 52e)
- Italie : 3 pénalités de Burton (30e, 47e) et de Botes (60e) ; 1 drop de Burton (17e)

Évolution du score : 3-0, 3-3, 10-3, 10-6, 15-6, 15-9, 18-9, 25-9, 25-12, 30-12
Arbitre :  Nigel Owens
Résumé

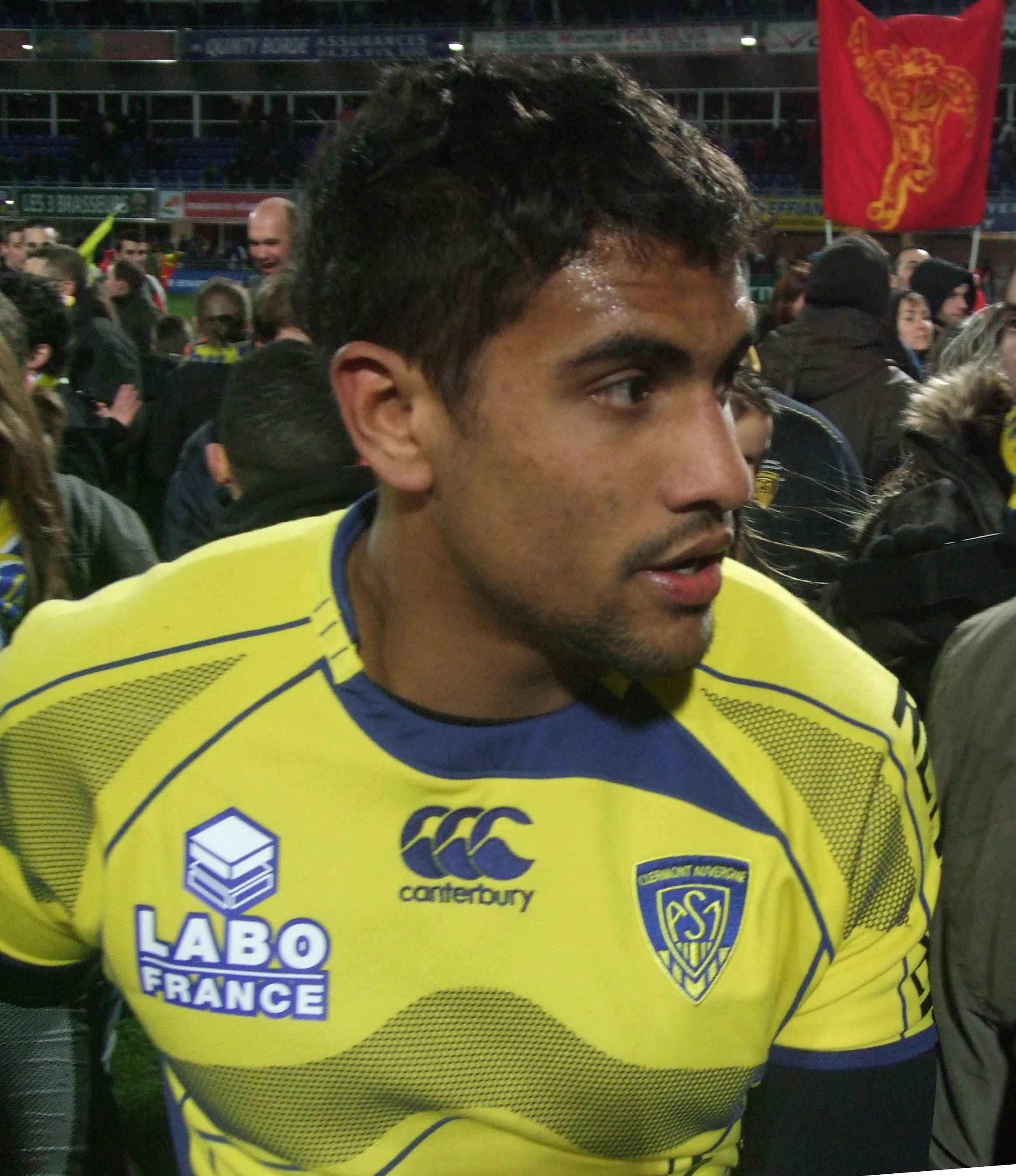
Pour sa première sélection en équipe de France, Wesley Fofana inscrit un essai.

La France reçoit l'Italie en ouverture du Tournoi. L'enjeu est double pour les Français qui veulent prendre leur revanche à la suite de leur défaite de 2011 sur le sol italien, et doivent confirmer leur statut de favoris du Tournoi acquis grâce à leur place de finalistes du mondial en Nouvelle-Zélande. Après quelques minutes de domination française, ce sont pourtant les Italiens qui maîtrisent le début de la partie, bien aidés par une équipe de France timide et prompte à rendre le ballon au pied à leurs adversaires. Mais la domination italienne est stérile et les Bleus ouvrent le score contre le cours du jeu à la 11e minute par Yachvili. C'est insuffisant pour inverser la tendance, et la domination italienne se poursuit. Un drop de Burton vient récompenser les bonnes initiatives de la Squadra Azzurra. Mais les Français, opportunistes inscrivent le premier essai du match par Rougerie qui profite de la défense désorganisée de l'Italie pour filer vers la ligne. Burton réduit l'écart à la 30e minute d'une pénalité. La mêlée italienne, pourtant solide, cède en fin de mi-temps. Sur une introduction italienne, le pack français récupère le ballon et contre. Malzieu, servi à 40 mètres de l'en-but italien, élimine cinq défenseurs et marque. La France mène 15-6 à la mi-temps.
Les Bleus font meilleure figure en deuxième période, en dépit de la réduction du score de Burton à la 47e minute. Yachvili marque de nouveau et les Français profitent d'un nouveau ballon de récupération pour inscrire leur troisième essai en contre à la suite d'une série de coups de pied. Vincent Clerc profite du travail de Trinh-Duc et Rougerie pour filer à l'essai. Fofana conclut la solide prestation française par son premier essai avec l'équipe de France, le seul essai en attaque placée de la partie (72e). L'équipe de France remporte son premier match confortablement, capitalisant sur les faiblesses défensives de l'Italie (16 plaquages manqués sur l'ensemble du match). Les Italiens, qui ont profité de 60 % de la possession du ballon, n'ont pas su concrétiser leurs occasions face à une défense française très disciplinée.
| France · Titulaires · Maxime Médard 15 · Vincent Clerc 14 · 76e Aurélien Rougerie 13 · Wesley Fofana 12 · Julien Malzieu 11 · 76e François Trinh-Duc 10 · 63e Dimitri Yachvili 9 · 65e Louis Picamoles 8 · Julien Bonnaire 7 · (cap.) Thierry Dusautoir 6 · 51e Lionel Nallet 5 · Pascal Papé 4 · 76e Nicolas Mas 3 · 55e William Servat 2 · 63e 76e Vincent Debaty 1 · Remplaçants · 55e Dimitri Szarzewski 16 · 63e Jean-Baptiste Poux 17 · 51e Yoann Maestri 18 · 65e Imanol Harinordoquy 19 · 63e Morgan Parra 20 · 76e Lionel Beauxis 21 · 76e Maxime Mermoz 22 · Entraîneur · Philippe Saint-André |  | Italie · Titulaires · 15 Luke McLean · 14 Andrea Masi · 13 Tommaso Benvenuti · 12 Alberto Sgarbi 56e · 11 Giovanbattista Venditti · 10 Kris Burton 56e · 9 Edoardo Gori 76e · 8 Sergio Parisse (cap.) · 7 Robert Barbieri 68e · 6 Alessandro Zanni · 5 Quintin Geldenhuys 71e à 80e · 4 Cornelius van Zyl 56e · 3 Martin Castrogiovanni · 2 Leonardo Ghiraldini 76e · 1 Andrea Lo Cicero 63e · Remplaçants · 16 Tommaso D'Apice 76e · 17 Lorenzo Cittadini 63e · 18 Marco Bortolami 56e · 19 Simone Favaro 68e · 20 Fabio Semenzato 76e · 21 Tobias Botes 56e · 22 Gonzalo Canale 56e · Entraîneur · Jacques Brunel |

### Écosse - Angleterre
(mt : 6 - 3)
Homme du match :  David Denton
Points marqués :
- Écosse : 2 pénalités de Parks (26e, 33e)
- Angleterre : 1 essai de Hodgson (41e) ; 1 transformation de Farrell (41e) ; 2 pénalités de Farrell (23e, 75e)

Évolution du score : 0-3, 3-3, 6-3, 6-10, 6-13
Arbitre :  George Clancy

Résumé
L'Angleterre et l'Écosse se retrouvent à Murrayfield pour écrire un nouveau chapitre de la plus ancienne rivalité de l'histoire du rugby à XV, environ quatre mois après leur confrontation en coupe du monde qui a vu les Écossais éliminés en phase de groupe pour la première fois depuis 1987. Les premières minutes sont à l'avantage des Anglais qui obtiennent plusieurs pénalités, mais il faut attendre la 23e minute pour voir Farrell ouvrir le score. La réaction écossaise est immédiate et Parks répond par deux pénalités dans les dix minutes qui suivent. Les deux équipes se séparent sur le score de 6-3 au terme d'une première période poussive pour les deux équipes où le jeu au pied a été prépondérant. 
L'Angleterre reprend le contrôle du score dès le coup d'envoi du second acte. Sur l'engagement Anglais, l'Écosse récupère à l'entrée de ses 22 mètres. Cusiter transmet trop lentement à Parks, sur sa ligne d'en-but. Son dégagement est contré par Hodgson qui aplatit dans la foulée. Farrell convertit l'essai. L'Écosse domine le reste du match. Entré en remplacement de Parks, Laidlaw se procure une occasion franche d'essai à la 63e minute. À la suite de son propre coup de pied dans les 22 mètres du XV de la Rose, à la lutte avec Ben Youngs, le demi d'ouverture écossais est le premier à allonger le bras vers le ballon. L'arbitrage vidéo est sollicité : il y a contact entre la main de Laidlaw et le ballon, mais la vidéo ne permet pas de déterminer s'il y a eu pression du haut vers le bas. Après une longue interruption, l'essai est refusé et le ballon est rendu aux Anglais pour un renvoi aux 22 mètres bien qu'un avantage ait été signalé pour l'Écosse au départ de l'action. Dès le renvoi, l'Écosse se procure une nouvelle occasion franche par Rennie qui la gaspille en manquant sa passe pour Blair, seul à l'aile. L'Angleterre creuse l'écart contre le cours du jeu en fin de match par une pénalité. L'Écosse, ambitieuse mais maladroite à la finition n'a pas su faire plier la défense anglaise malgré environ 70 % de possession et d'occupation et 219 passes. Quasi inoffensive en attaque, l'Angleterre ne rassure pas sur son niveau.
| Écosse · Titulaires · Rory Lamont 15 · Lee Jones 14 · Nick De Luca 13 · Sean Lamont 12 · Max Evans 11 · 59e Dan Parks 10 · 59e Chris Cusiter 9 · David Denton 8 · Ross Rennie 7 · 59e Alasdair Strokosch 6 · 59e Jim Hamilton 5 · Richie Gray 4 · 75e Euan Murray 3 · 75e (cap.) Ross Ford 2 · Allan Jacobsen 1 · Remplaçants · 75e Scott Lawson 16 · 75e Geoff Cross 17 · 59e Alastair Kellock 18 · 59e John Barclay 19 · 59e Mike Blair 20 · 59e Greig Laidlaw 21 · Graeme Morrison 22 · Entraîneur · Andy Robinson |  | Angleterre · Titulaires · 15 Ben Foden · 14 Chris Ashton · 13 Brad Barritt 72e · 12 Owen Farrell · 11 David Strettle · 10 Charlie Hodgson 64e · 9 Ben Youngs 64e · 8 Phil Dowson 69e · 7 Chris Robshaw (cap.) · 6 Tom Croft · 5 Tom Palmer 60e · 4 Mouritz Botha · 3 Dan Cole · 2 Dylan Hartley · 1 Alex Corbisiero 64e · Remplaçants · 16 Rob Webber · 17 Matt Stevens 64e · 18 Geoff Parling 60e · 19 Ben Morgan 69e · 20 Lee Dickson 64e · 21 Jordan Turner-Hall 64e · 22 Mike Brown 72e · Entraîneur · Stuart Lancaster |

### Irlande - Galles
(mt : 10 - 5 )
Homme du match :  Mike Phillips
Points marqués :
- Irlande : 2 essais de Best (37e) et de Bowe (68e) ; 1 transformation de Sexton (39e) ; 3 pénalités de Sexton (4e, 44e, 60e)
- Galles : 3 essais de J. Davies (14e, 55e) et de North (76e) ; 1 transformation de Halfpenny (56e) ; 2 pénalités de Halfpenny (54e, 80e)

Évolution du score : 3-0, 3-5, 10-5, 13-5, 13-8, 13-15, 16-15, 21-15, 21-20, 21-23
Arbitre :  Wayne Barnes
Résumé
| Irlande · Titulaires · Rob Kearney 15 · Tommy Bowe 14 · Fergus McFadden 13 · Gordon D'Arcy 12 · Andrew Trimble 11 · 77e Jonathan Sexton 10 · 77e Conor Murray 9 · Jamie Heaslip 8 · Sean O'Brien 7 · 80e à 90e Stephen Ferris 6 · (cap.) Paul O'Connell 5 · 64e Donncha O'Callaghan 4 · Mike Ross 3 · Rory Best 2 · 74e Cian Healy 1 · Remplaçants · Sean Cronin 16 · 74e Tom Court 17 · 64e Donnacha Ryan 18 · Peter O'Mahony 19 · 77e Eoin Reddan 20 · 77e Ronan O'Gara 21 · David Kearney 22 · Entraîneur · Declan Kidney |  | Pays de Galles · Titulaires · 15 Leigh Halfpenny · 14 Alex Cuthbert 40e · 13 Jonathan Davies · 12 Jamie Roberts · 11 George North · 10 Rhys Priestland · 9 Mike Phillips · 8 Toby Faletau · 7 Sam Warburton (cap.) 40e · 6 Ryan Jones · 5 Ian Evans · 4 Bradley Davies 65e à 75e · 3 Adam Jones 70e · 2 Huw Bennett · 1 Rhys Gill · Remplaçants · 16 Ken Owens · 17 Paul James 70e · 18 Andy Powell · 19 Justin Tipuric 40e · 20 Lloyd Williams · 21 James Hook 40e · 22 Scott Williams · Entraîneur · Warren Gatland |

## Deuxième journée

### Italie - Angleterre
(mt : 12 - 6)
Homme du match :  Sergio Parisse
Points marqués :
- Italie : 2 essais de Venditti (37e) et Benvenuti (40e), 1 transformation de Burton (40e) et 1 pénalité de Burton (47e)
- Angleterre : 1 essai de Hodgson (50e), 1 transformation de Farrell (50e) et 4 pénalités de Farrell (26e, 35e, 54e, 65e)

Évolution du score : 0-3, 0-6, 5-6, 12-6, 15-6, 15-13, 15-16, 15-19
Arbitre :  Jérôme Garcès
Résumé
| Italie · Titulaires · Andrea Masi 15 · Giovanbattista Venditti 14 · Tommaso Benvenuti 13 · 63e Gonzalo Canale 12 · Luke McLean 11 · 47e Kris Burton 10 · 57e Edoardo Gori 9 · Sergio Parisse 8 · Alessandro Zanni 7 · 76e Robert Barbieri 6 · Marco Bortolami 5 · 57e Quintin Geldenhuys 4 · 33e Martin Castrogiovanni 3 · 58e Leonardo Ghiraldini 2 · Andrea Lo Cicero 1 · Remplaçants · 58e Tommaso D'Apice 16 · 33e Lorenzo Cittadini 17 · 57e Antonio Pavanello 18 · 76e Mauro Bergamasco 19 · 57e Fabio Semenzato 20 · 47e Tobias Botes 21 · 63e Luca Morisi 22 · Entraîneur · Jacques Brunel |  | Angleterre · Titulaires · 15 Ben Foden · 14 Chris Ashton · 13 Brad Barritt · 12 Owen Farrell · 11 David Strettle · 10 Charlie Hodgson 77e · 9 Ben Youngs 51e · 8 Phil Dowson 51e · 7 Chris Robshaw · 6 Tom Croft · 5 Tom Palmer 58e · 4 Mouritz Botha · 3 Dan Cole 75e · 2 Dylan Hartley 75e · 1 Alex Corbisiero · Remplaçants · 16 Rob Webber 75e · 17 Matt Stevens 75e · 18 Geoff Parling 58e · 19 Ben Morgan 51e · 20 Lee Dickson 51e · 21 Jordan Turner-Hall 77e · 22 Mike Brown · Entraîneur · Stuart Lancaster |

### France - Irlande
(mt : 6 - 17)
Homme du match :  Yoann Maestri
Points marqués :
- France : 1 essai de Fofana (50e) et 4 pénalités de Parra (22e, 29e, 46e, 57e)
- Irlande : 2 essais de Bowe (12e, 37e), 2 transformations de Sexton (13e, 38e) et 1 pénalité de Sexton (25e)

Évolution du score : 0-7, 3-7, 3-10, 6-10, 6-17, 9-17, 14-17, 17-17
Arbitre :  Dave Pearson
Résumé
Le match est annulé quelques minutes avant son entame par une décision de Dave Pearson, l'arbitre de la rencontre, qui estime que le terrain est dangereux en raison de son état gelé. Le 14 février, le comité des Six Nations décide de reporter le match au 4 mars.
| France · Titulaires · 67e Clément Poitrenaud 15 · Vincent Clerc 14 · Aurélien Rougerie 13 · Wesley Fofana 12 · Julien Malzieu 11 · François Trinh-Duc 10 · Morgan Parra 9 · Imanol Harinordoquy 8 · 70e Julien Bonnaire 7 · Thierry Dusautoir 6 · Yoann Maestri 5 · 60e Pascal Papé 4 · Nicolas Mas 3 · 52e Dimitri Szarzewski 2 · 52e Jean-Baptiste Poux 1 · Remplaçants · 52e William Servat 16 · 52e Vincent Debaty 17 · 60e Lionel Nallet 18 · 70e Louis Picamoles 19 · Julien Dupuy 20 · 67e Lionel Beauxis 21 · Maxime Mermoz 22 · Entraîneur · Philippe Saint-André |  | Irlande · Titulaires · 15 Rob Kearney · 14 Tommy Bowe · 13 Keith Earls · 12 Gordon D'Arcy 71e · 11 Andrew Trimble · 10 Jonathan Sexton · 9 Conor Murray 58e · 8 Jamie Heaslip · 7 Sean O'Brien 65e · 6 Stephen Ferris · 5 Paul O'Connell · 4 Donncha O'Callaghan 58e · 3 Mike Ross · 2 Rory Best 74e · 1 Cian Healy 74e · Remplaçants · 16 Sean Cronin 74e · 17 Tom Court 74e · 18 Donnacha Ryan 58e · 19 Peter O'Mahony 65e · 20 Eoin Reddan 58e · 21 Ronan O'Gara 71e · 22 Fergus McFadden · Entraîneur · Declan Kidney |

### Galles - Écosse
(mt : 3 - 3)
Homme du match :  Dan Lydiate
Points marqués :
- Galles : 3 essais de Cuthbert (42e) et Halfpenny (51e, 56e) ; 3 transformations de Halfpenny (44e, 52e, 57e) ; 2 pénalités de Halfpenny (30e, 46e)
- Écosse : 1 essai de Laidlaw (64e) ; 1 transformation de Laidlaw (65e) ; 2 pénalités de Laidlaw (23e, 49e)

Évolution du score : 0-3, 3-3, 10-3, 13-3, 13-6, 20-6, 27-6, 27-13
Arbitre :  Romain Poite
Résumé
| Pays de Galles · Titulaires · Leigh Halfpenny 15 · Alex Cuthbert 14 · Jonathan Davies 13 · 78e Jamie Roberts 12 · 40e George North 11 · Rhys Priestland 10 · 74e Mike Phillips 9 · Toby Faletau 8 · Aaron Shingler 7 · 73e Dan Lydiate 6 · Ian Evans 5 · 75e Ryan Jones (cap.) 4 · 73e Adam Jones 3 · 10e 19e 40e Huw Bennett 2 · 78e à 80e Gethin Jenkins 1 · Remplaçants · 10e 19e 40e Ken Owens 16 · 73e Paul James 17 · 75e Lou Reed 18 · 73e Andy Powell 19 · 75e Lloyd Williams 20 · 40e James Hook 21 · 78e Scott Williams 22 · Entraîneur · Warren Gatland |  | Écosse · Titulaires · 15 Rory Lamont · 14 Lee Jones · 13 Nick De Luca 46e à 56e · 12 Sean Lamont 54e à 64e · 11 Max Evans 16e · 10 Greig Laidlaw · 9 Chris Cusiter 49e · 8 David Denton · 7 Ross Rennie · 6 Alasdair Strokosch 45e · 5 Jim Hamilton 58e · 4 Richie Gray · 3 Geoff Cross 58e · 2 Ross Ford (cap.) 72e · 1 Allan Jacobsen · Remplaçants · 16 Scott Lawson 72e · 17 Ed Kalman 58e · 18 Alastair Kellock 58e · 19 John Barclay 45e · 20 Mike Blair 49e · 21 Duncan Weir · 22 Stuart Hogg 16e · Entraîneur · Andy Robinson |

## Troisième journée

### Irlande - Italie
(mt : 17 - 10)
Homme du match :  Jonathan Sexton
Points marqués :
- Irlande : 5 essais de Earls (15e), Bowe (38e, 60e), Court (76e), Trimble (79e), 4 transformations de Sexton (17e, 39e, 61e, 78e) et 3 pénalités de Sexton (10e, 48e, 58e)
- Italie : 1 essai de Parisse (34e), 1 transformation de Botes (35e) et 1 pénalité de Botes (7e)

Évolution du score : 0-3, 3-3, 10-3, 10-10, 17-10, 20-10, 23-10, 30-10, 37-10, 42-10
Arbitre :  Craig Joubert
Résumé
| Irlande · Titulaires · Rob Kearney 15 · Tommy Bowe 14 · 67e Keith Earls 13 · 69e Gordon D'Arcy 12 · Andrew Trimble 11 · Jonathan Sexton 10 · 54e Conor Murray 9 · Jamie Heaslip 8 · 58e Sean O'Brien 7 · Stephen Ferris 6 · (cap.) Paul O'Connell 5 · 58e Donncha O'Callaghan 4 · Mike Ross 3 · 69e Rory Best 2 · 69e Cian Healy 1 · Remplaçants · 69e Sean Cronin 16 · 69e Tom Court 17 · 58e Donnacha Ryan 18 · 58e Peter O'Mahony 19 · 54e Eoin Reddan 20 · 69e Ronan O'Gara 21 · 67e Fergus McFadden 22 · Entraîneur · Declan Kidney |  | Italie · Titulaires · 15 Andrea Masi · 14 Giovanbattista Venditti · 13 Tommaso Benvenuti · 12 Alberto Sgarbi 63e · 11 Luke McLean · 10 Tobias Botes 58e · 9 Edoardo Gori 71e · 8 Sergio Parisse (cap.) · 7 Robert Barbieri 63e · 6 Alessandro Zanni · 5 Marco Bortolami · 4 Quintin Geldenhuys 58e · 3 Lorenzo Cittadini 67e · 2 Leonardo Ghiraldini 71e · 1 Michele Rizzo · Remplaçants · 16 Tommaso D'Apice 71e · 17 Fabio Staibano 67e · 18 Antonio Pavanello 58e · 19 Simone Favaro 63e · 20 Fabio Semenzato 71e · 21 Kris Burton 58e · 22 Gonzalo Canale 63e · Entraîneur · Jacques Brunel |

### Angleterre - Galles
(mt : 9 - 6)
Homme du match :  Sam Warburton
Points marqués :
- Angleterre : 4 pénalités de Farrell (23e, 29e, 38e, 45e)
- Galles : 1 essai de S. Williams (75e), 1 transformation de Halfpenny (76e) et 4 pénalités de Halfpenny (25e, 34e, 53e, 71e)

Évolution du score : 3-0, 3-3, 6-3, 6-6, 9-6, 12-6, 12-9, 12-12, 12-19
Arbitre :  Steve Walsh
Résumé
L'Angleterre perd le match sur le fil avec un essai de Scott Williams, entré peu de temps avant. Annoncé défaillant,, le XV de la rose surprend les observateurs[réf. nécessaire] en livrant une prestation engagée dans le combat et en rivalisant avec le XV du Poireau.
| Angleterre · Titulaires · 77e Ben Foden 15 · Chris Ashton 14 · Manu Tuilagi 13 · Brad Barritt 12 · David Strettle 11 · 65e Owen Farrell 10 · 60e Lee Dickson 9 · 72e Ben Morgan 8 · (cap.) Chris Robshaw 7 · Tom Croft 6 · Geoff Parling 5 · 60e Mouritz Botha 4 · Dan Cole 3 · 72e Dylan Hartley 2 · 65e Alex Corbisiero 1 · Remplaçants · 72e Rob Webber 16 · 65e Matt Stevens 17 · 60e Courtney Lawes 18 · 72e Phil Dowson 19 · 60e Ben Youngs 20 · 65e Toby Flood 21 · 77e Mike Brown 22 · Entraîneur · Stuart Lancaster |  | Pays de Galles · Titulaires · 15 Leigh Halfpenny · 14 Alex Cuthbert · 13 Jonathan Davies · 12 Jamie Roberts 40e · 11 George North · 10 Rhys Priestland · 9 Mike Phillips · 8 Toby Faletau · 7 Sam Warburton (cap.) · 6 Dan Lydiate · 5 Ian Evans · 4 Alun Wyn Jones 54e · 3 Adam Jones · 2 Ken Owens · 1 Gethin Jenkins · Remplaçants · 16 Richard Hibbard · 17 Paul James · 18 Ryan Jones 54e · 19 Justin Tipuric · 20 Lloyd Williams · 21 Stephen Jones · 22 Scott Williams 40e · Entraîneur · Warren Gatland |

### Écosse - France
(mt : 10 - 10)
Homme du match :  Ross Rennie
Points marqués :
- Écosse :2 essais par Hogg (7e), Jones (55e) ; 2 transformations de Laidlaw (8e) et Weir (56e ; 1 pénalité de Laidlaw (25e)
- France :2 essais par Fofana (28e) et Médard (59e) ; 2 transformations de Parra (29e, 60e) ; 2 pénalité de Parra (38e, 47e) ; 1 drop de Beauxis (68e)

Évolution du score : 7-0, 10-0, 10-7, 10-10, 10-13, 17-13, 17-20, 17-23 
Arbitre :  Wayne Barnes
Résumé
| Écosse · Titulaires · Stuart Hogg 15 · 30e Rory Lamont 14 · Sean Lamont 13 · Graeme Morrison 12 · Lee Jones 11 · 48e Greig Laidlaw 10 · 30e Mike Blair 9 · Ross Rennie 8 · 52e David Denton 7 · John Barclay 6 · 69e Jim Hamilton 5 · Richie Gray 4 · 61e Geoff Cross 3 · 68e (cap.) Ross Ford 2 · Allan Jacobsen 1 · Remplaçants · 68e Rory Lawson 16 · 61e Ed Kalman 17 · 69e Alastair Kellock 18 · 52e Richie Vernon 19 · 30e Chris Cusiter 20 · 48e Duncan Weir 21 · 30e Nick De Luca 22 · Entraîneur · Andy Robinson |  | France · Titulaires · 15 Maxime Médard 63e · 14 Vincent Clerc · 13 Aurélien Rougerie · 12 Wesley Fofana · 11 Julien Malzieu · 10 François Trinh-Duc · 9 Morgan Parra 70e · 8 Imanol Harinordoquy · 7 Louis Picamoles 55e · 6 Thierry Dusautoir (cap.) · 5 Yoann Maestri 55e · 4 Pascal Papé · 3 Nicolas Mas · 2 Dimitri Szarzewski 45e · 1 Jean-Baptiste Poux 45e · Remplaçants · 16 William Servat 45e · 17 Vincent Debaty 45e · 18 Lionel Nallet 55e · 19 Julien Bonnaire 55e · 20 Julien Dupuy 70e · 21 Lionel Beauxis 63e · 22 Maxime Mermoz · Entraîneur · Philippe Saint-André |

## Quatrième journée

### Galles - Italie
(mt : 9 - 3)
Homme du match : 
Points marqués :
- Galles : 2 essais de Roberts (49e) et Cuthbert (77e) ; 1 transformation de Halfpenny (50e) et 4 pénalités de Halfpenny (9e, 19e, 36e) et Priestland (69e)
- Italie : 1 pénalité de Bergamasco (12e)

Évolution du score : 3-0, 3-3, 6-3, 9-3, 16-3, 19-3, 24-3
Arbitre :  George Clancy
Résumé
| Pays de Galles · Titulaires · 61e à 71e 73e Leigh Halfpenny 15 · Alex Cuthbert 14 · 68e Jonathan Davies 13 · Jamie Roberts 12 · George North 11 · Rhys Priestland 10 · 70e Mike Phillips 9 · 65e Toby Faletau 8 · Justin Tipuric 7 · Dan Lydiate 6 · Ian Evans 5 · 62e Alun Wyn Jones 4 · 70e Adam Jones 3 · 62e Matthew Rees 2 · (cap.) Gethin Jenkins 1 · Remplaçants · 62e Ken Owens 16 · 70e Paul James 17 · 62e Luke Charteris 18 · 65e Ryan Jones 19 · 70e Rhys Webb 20 · 73e James Hook 21 · 68e Scott Williams 22 · Entraîneur · Warren Gatland |  | Italie · Titulaires · 15 Andrea Masi 71e · 14 Mirco Bergamasco · 13 Gonzalo Canale 66e · 12 Alberto Sgarbi · 11 Luke McLean · 10 Kris Burton · 9 Fabio Semenzato 66e · 8 Sergio Parisse (cap.) · 7 Simone Favaro 62e · 6 Alessandro Zanni · 5 Cornelius van Zyl 51e · 4 Quintin Geldenhuys · 3 Lorenzo Cittadini 51e 71e · 2 Leonardo Ghiraldini 52e · 1 Andrea Lo Cicero 71e · Remplaçants · 16 Tommaso D'Apice 52e · 17 Fabio Staibano 51e · 18 Marco Bortolami 51e · 19 Robert Barbieri 62e · 20 Tobias Botes 66e · 21 Tommaso Benvenuti 66e · 22 Giulio Toniolatti 71e · Entraîneur · Jacques Brunel |

### Irlande - Écosse
(mt : 22 - 14)
Homme du match : 
Points marqués :
- Irlande : 4 essais de Best (13e), Reddan (33e), Trimble (40e) et McFadden (76e) ; 3 transformations de Sexton (14e, 34e, 77e) et deux pénalités de Sexton (25e, 71e)
- Écosse : 1 essai de Gray (36e) et 3 pénalités de Laidlaw (3e, 9e, 31e)

Évolution du score : 0-3, 0-6, 7-6, 7-9, 10-9, 15-9, 15-14, 22-14, 25-14, 32-14
Arbitre :  Chris Pollock
Résumé
| Irlande · Titulaires · 72e Rob Kearney 15 · Tommy Bowe 14 · Keith Earls 13 · 53e Gordon D'Arcy 12 · Andrew Trimble 11 · Jonathan Sexton 10 · 53e Eoin Reddan 9 · Jamie Heaslip 8 · 61e Peter O'Mahony 7 · Stephen Ferris 6 · Donnacha Ryan 5 · 77e Donncha O'Callaghan 4 · 77e Mike Ross 3 · 53e (cap.) Rory Best 2 · 50e 58e Cian Healy 1 · Remplaçants · 53e Sean Cronin 16 · 50e 58e 77e Tom Court 17 · 77e Mike McCarthy 18 · 61e Shane Jennings 19 · 53e Tomas O'Leary 20 · 53e Ronan O'Gara 21 · 72e Fergus McFadden 22 · Entraîneur · Declan Kidney |  | Écosse · Titulaires · 15 Stuart Hogg · 14 Lee Jones 61e · 13 Max Evans 72e à 80e · 12 Graeme Morrison · 11 Sean Lamont · 10 Greig Laidlaw 55e · 9 Mike Blair 49e · 8 David Denton · 7 Ross Rennie 58e · 6 John Barclay · 5 Jim Hamilton 59e · 4 Richie Gray · 3 Geoff Cross 46e · 2 Ross Ford (cap.) · 1 Allan Jacobsen · Remplaçants · 16 Scott Lawson · 17 Euan Murray 46e · 18 Alastair Kellock 59e · 19 Richie Vernon 58e · 20 Chris Cusiter 49e · 21 Ruaridh Jackson 55e · 22 Matt Scott 61e · Entraîneur · Andy Robinson |

### France - Angleterre
(mt : 9 - 14)
Homme du match :  Imanol Harinordoquy
Points marqués : 
- France : 1 essai de Fofana (74e) ; 1 transformation de Parra (75e) et 5 pénalités de Beauxis (16e, 39e, 68e), Dupuy (32e) et Parra (64e)
- Angleterre : 3 essais de Tuilagi (12e), Foden (17e) et Croft (70e) ; 3 transformations de Farrell (14e, 18e, 71e) et 1 pénalité de Farrell (49e)

Évolution du score : 0-7, 3-7, 3-14, 6-14, 9-14, 9-17, 12-17, 15-17, 15-24, 22-24
Arbitre :  Alain Rolland
Résumé
La France réalise une mauvaise entame de match sanctionnée par deux essais en contre. Dominée en mêlée fermée, elle manque de justesse dans son jeu à l'inverse de l'Angleterre bien emmenée par sa colonne vertébrale Ben Morgan, Lee Dickson et Owen Farrell. La France remonte progressivement au score avant la mi-temps par des pénalités de Beauxis et profite d'erreurs de l'ouvreur anglais. Solide dans les airs avec un Harinordoquy omniprésent, elle réalise une seconde mi-temps bien meilleure mais marquée par l'essai de Croft dans les dix dernières minutes alors que la France avait réussi à remonter à deux points des Anglais. Le suspense rebondit après une « 89 » de Picamoles et Parra qui permet à Fofana d'inscrire son 4e essai dans le Tournoi en autant de matchs. Sur le renvoi, les Français redoublent d'énergie pour revenir dans le camp de la Rose dans les cinq dernières minutes grâce à une course de Rougerie. François Trinh-Duc est en position de drop après quelque temps de jeu mais son tir est trop court et passe sous la barre transversale.
| France · Titulaires · Clément Poitrenaud 15 · 36e Vincent Clerc 14 · Aurélien Rougerie 13 · Wesley Fofana 12 · Julien Malzieu 11 · 73e Lionel Beauxis 10 · 49e Julien Dupuy 9 · Imanol Harinordoquy 8 · 66e Julien Bonnaire 7 · (cap.) Thierry Dusautoir 6 · 54e Yoann Maestri 5 · Pascal Papé 4 · 75e Nicolas Mas 3 · 49e Dimitri Szarzewski 2 · 49e 75e Jean-Baptiste Poux 1 · Remplaçants · 49e Vincent Debaty 16 · 49e William Servat 17 · 54e Lionel Nallet 18 · 66e Louis Picamoles 19 · 49e Morgan Parra 20 · 73e François Trinh-Duc 21 · 36e Maxime Mermoz 22 · Entraîneur · Philippe Saint-André |  | Angleterre · Titulaires · 15 Ben Foden · 14 Chris Ashton · 13 Manu Tuilagi · 12 Brad Barritt · 11 Charlie Sharples 52e à 62e · 10 Owen Farrell · 9 Lee Dickson 73e · 8 Ben Morgan 62e · 7 Chris Robshaw (cap.) · 6 Tom Croft · 5 Geoff Parling · 4 Mouritz Botha 55e · 3 Dan Cole 68e · 2 Dylan Hartley · 1 Alex Corbisiero · Remplaçants · 16 Rob Webber 74e · 17 Matt Stevens 68e · 18 Tom Palmer 55e · 19 Phil Dowson 62e 74e · 20 Ben Youngs 73e · 21 Charlie Hodgson · 22 Mike Brown · Entraîneur · Stuart Lancaster |

## Cinquième journée

### Italie - Écosse
(mt : 3 - 3)
Homme du match :  Martin Castrogiovanni
Points marqués : 
- Italie : 1 essai de Venditti (42e) ; 1 transformation de Burton (43e) ; 1 pénalité de Bergamasco (10e) et 1 drop de Burton (76e)
- Écosse : 2 pénalités de Laidlaw (35e, 59e)

Évolution du score : 3-0, 3-3, 10-3, 10-6, 13-6
Arbitre :  Alain Rolland
Résumé
| Italie · Titulaires · Andrea Masi 15 · Giovanbattista Venditti 14 · Tommaso Benvenuti 13 · 69e Gonzalo Canale 12 · Mirco Bergamasco 11 · Kris Burton 10 · 66e Edoardo Gori 9 · (cap.) Sergio Parisse 8 · 56e Robert Barbieri 7 · 65e à 75e Alessandro Zanni 6 · Marco Bortolami 5 · 75e Quintin Geldenhuys 4 · 66e Martin Castrogiovanni 3 · 56e Fabio Ongaro 2 · 51e 66e Andrea Lo Cicero 1 · Remplaçants · 56e Tommaso D'Apice 16 · 51e Lorenzo Cittadini 17 · 75e Joshua Furno 18 · 71e Simone Favaro 19 · 56e Manoa Vosawai 20 · 66e 71e Tobias Botes 21 · 69e Giulio Toniolatti 22 · Entraîneur · Jacques Brunel |  | Écosse · Titulaires · 15 Stuart Hogg · 14 Max Evans · 13 Nick De Luca 38e à 49e · 12 Graeme Morrison · 11 Sean Lamont · 10 Greig Laidlaw 69e · 9 Mike Blair · 8 David Denton · 7 Ross Rennie · 6 John Barclay 69e · 5 Jim Hamilton 54e à 64e · 4 Richie Gray 54e · 3 Geoff Cross 49e · 2 Ross Ford (cap.) · 1 Allan Jacobsen · Remplaçants · 16 Scott Lawson · 17 Euan Murray 49e · 18 Alastair Kellock 54e · 19 Richie Vernon 69e · 20 Chris Cusiter · 21 Ruaridh Jackson 69e · 22 Jack Cuthbert · Entraîneur · Andy Robinson |

### Galles - France
(mt : 10 - 3 )
Homme du match : 
Points marqués : 
- Galles : 1 essai de Cuthbert (20e) ; 1 transformation de Halfpenny (21e) et 3 pénalités de Halfpenny (32e, 52e, 75e)
- France : 3 pénalités de Yachvili (10e, 72e) et Beauxis (44e)

Évolution du score : 0-3, 7-3, 10-3, 10-6, 13-6, 13-9, 16-9
Arbitre :  Craig Joubert
Résumé
| Pays de Galles · Titulaires · Leigh Halfpenny 15 · Alex Cuthbert 14 · 53e 60e Jonathan Davies 13 · Jamie Roberts 12 · George North 11 · Rhys Priestland 10 · 63e Mike Phillips 9 · Toby Faletau 8 · 40e (cap.) Sam Warburton 7 · Dan Lydiate 6 · Ian Evans 5 · 63e Alun Wyn Jones 4 · Adam Rhys Jones 3 · 63e Matthew Rees 2 · Gethin Jenkins 1 · Remplaçants · 63e Ken Owens 16 · Paul James 17 · 63e Luke Charteris 18 · 40e Ryan Jones 19 · 63e Lloyd Williams 20 · James Hook 21 · 53e 60e Scott Williams 22 · Entraîneur · Warren Gatland |  | France · Titulaires · 15 Clément Poitrenaud 35e · 14 Wesley Fofana · 13 Aurélien Rougerie · 12 Florian Fritz · 11 Alexis Palisson 53e · 10 Lionel Beauxis 71e · 9 Dimitri Yachvili · 8 Imanol Harinordoquy · 7 Julien Bonnaire 59e · 6 Thierry Dusautoir (cap.) · 5 Yoann Maestri · 4 Pascal Papé 67e · 3 David Attoub · 2 William Servat 44e · 1 Jean-Baptiste Poux 44e · Remplaçants · 16 Dimitri Szarzewski 44e · 17 Vincent Debaty 44e · 18 Julien Pierre 67e · 19 Louis Picamoles 59e · 20 Morgan Parra 71e · 21 François Trinh-Duc 53e · 22 Jean-Marcellin Buttin 35e · Entraîneur · Philippe Saint-André |

### Angleterre - Irlande
(mt : 9 - 6)
Homme du match : 
Points marqués : 
- Angleterre : 2 essais de pénalité (58e) et de Youngs (73e) ; 1 transformation de Farrell (58e) et 6 pénalités de Farrell (2e, 23e, 34e, 48e, 64e, 77e)
- Irlande : 3 pénalités de Sexton (15e, 40e, 51e)

Évolution du score : 3-0, 3-3, 6-3, 9-3, 9-6, 12-6, 12-9, 19-9, 22-9, 27-9, 30-9
Arbitre :  Nigel Owens
Résumé
| Angleterre · Titulaires · Ben Foden 15 · Chris Ashton 14 · Manu Tuilagi 13 · Brad Barritt 12 · David Strettle 11 · Owen Farrell 10 · 48e Lee Dickson 9 · 74e Ben Morgan 8 · (cap.) Chris Robshaw 7 · Tom Croft 6 · Geoff Parling 5 · 55e Mouritz Botha 4 · 74e Dan Cole 3 · 74e Dylan Hartley 2 · Alex Corbisiero 1 · Remplaçants · 74e Lee Mears 16 · 74e Matt Stevens 17 · 55e Tom Palmer 18 · 74e Phil Dowson 19 · 48e Ben Youngs 20 · Charlie Hodgson 21 · Mike Brown 22 · Entraîneur · Stuart Lancaster |  | Irlande · Titulaires · 15 Rob Kearney · 14 Tommy Bowe · 13 Keith Earls · 12 Gordon D'Arcy 48e · 11 Andrew Trimble 74e · 10 Jonathan Sexton · 9 Eoin Reddan 48e · 8 Jamie Heaslip · 7 Sean O'Brien 69e · 6 Stephen Ferris · 5 Donnacha Ryan · 4 Donncha O'Callaghan 66e · 3 Mike Ross 36e · 2 Rory Best (cap.) 74e · 1 Cian Healy · Remplaçants · 16 Sean Cronin 74e · 17 Tom Court 36e · 18 Mike McCarthy 66e · 19 Peter O'Mahony 69e · 20 Tomas O'Leary 48e · 21 Ronan O'Gara 48e · 22 Fergus McFadden 74e · Entraîneur · Declan Kidney |